# Battaglia del Bosco di Delville
La battaglia del Bosco di Delville è stata un'azione bellica condotta tra il 14 luglio e il 3 settembre 1916 durante la Battaglia della Somme nel corso della prima guerra mondiale. Lo scontro è avvenuto tra le armate dell'Impero tedesco e quelle alleate della Gran Bretagna e dell'Impero britannico. Il bosco di Delville è a nord-est della cittadina di Longueval, appartenente al dipartimento francese della Somme nel nord della Francia. Dopo due mesi di carneficina dall'inizio dello scontro della Somme, divenne evidente che uno sfondamento delle linee di entrambi gli schieramenti fosse molto improbabile e che l'offensiva si stesse evolvendo al fine di catturare le piccole cittadine strategicamente più importanti, i tratti boschivi o gli aspetti che offrivano a entrambe le armate vantaggi di tipo tattico grazie ai quali riuscivano a indirizzare al meglio il fuoco dell'artiglieria o a intraprendere ulteriori attacchi.
Il bosco di Delville aveva tali caratteristiche che si rivelarono importanti sia per le forze alleate che per l'Impero tedesco. Come per gran parte dell'offensiva, iniziata il 14 luglio, aveva il comando delle armata britannica il generale Douglas Haig, comandante del British Expeditionary Force destinato a garantire la sicurezza dell'ala destra dell'esercito britannico, mentre il centro sarebbe avanzato per prendere terreno. Durante questa battaglia venne raggiunto tale obbiettivo e pertanto è considerata una vittoria alleata a livello tattico-strategico. Tuttavia, è stato uno dei più sanguinosi scontri dell'offensiva della Somme, con un gran numero di vittime su entrambi gli schieramenti. Questa vittoria tattica necessita di essere valutata tenendo conto delle perdite sostenute, nonché del fatto che l'avanzata britannica a nord ha dato vantaggi solo marginali per la conclusione del conflitto.

Lo scontro fu di particolare importanza per il Sudafrica, essendo stata la prima grande azione bellica intrapresa dalla 1ª brigata di fanteria sudafricana sul fronte occidentale. Le perdite sofferte da questa squadra furono di proporzioni enormi, comparabili a quelle che soffrirono i battaglioni alleati durante il primo giorno della Somme. Sul fronte occidentale solitamente le unità non erano ritenute in grado di combattere dopo aver raggiunto la quota del 30% di perdite e, in tale circostanza, andavano in ritirata. La brigata del Sudafrica, anche dopo aver toccato l'80% di perdite, continuò a tenere la postazione nella foresta secondo gli ordini. Per questo e molte altre ragioni che si vedranno in seguito, questa impresa venne definita come 
Il bosco di Delville è anche conosciuto come il campo di battaglia che ha meglio preservato i resti delle trincee originarie, nonché per la presenza di un museo e di un monumento ai caduti della brigata sudafricana.

## Antefatti

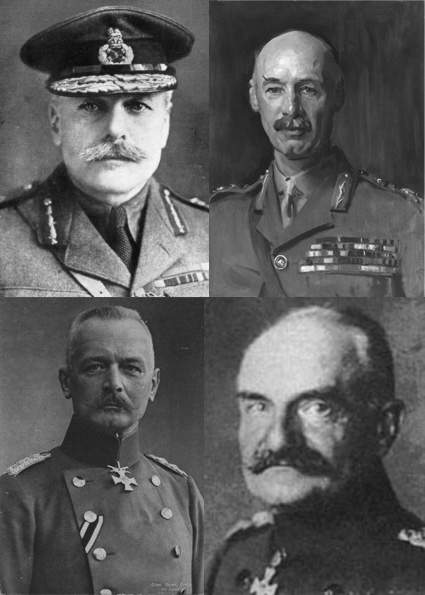
I comandanti(Dall'alto a sinistra in senso orario)
Il generale Douglas Haig, comandante del BEF e il generale Henry Rawlinson, comandante della 4ª armata inglese.
Il generale Fritz von Below, comandante della 2ª armata tedesca alla Somme e il generale Erich von Falkenhayn, comandante delle forze tedesche sul fronte occidentale.

La battaglia della Somme è cominciata il 1º luglio 1916 e, a quel tempo, gli Alleati avevano imparato la lezione delle futili offensive del 1915 e delle perdite del cosiddetto tipo del tritacarne sofferte durante la battaglia di Verdun. L'obbiettivo degli alleati non si spingeva oltre a cercare di rompere il fronte nemico con un attacco improvviso, ma ben presto si rivelo un'impresa impossibile a causa della strenua difesa dei tedeschi.
Dopo aver deciso di adottare una tattica che prevedeva una serie di piccole azioni, sempre precedute da un attacco di artiglieria, che avevano l'obiettivo di "logorare" a poco a poco larghe zone di fronte, l'offensiva si divise in due settori: a nord (da Gommecourt a Maricourt) con le forze inglesi, mentre a sud (dalla Somme al villaggio di Frey) con quelle francesi.
Comandanti delle forze che si scontrarono nel 1916 nel settore meridionale della Somme.
Dopo due settimane di battaglia, i difensori tedeschi resistevano a nord e al centro del settore britannico, dove l'avanzata venne fermata e lo scontro evitato, a eccezione di due battaglie che infuriarono per il controllo di Ovillers e di Contalmaison. Gli Alleati ottennero alcuni guadagni nella zona meridionale del fiume Ancre. Nella zona assegnata al XIII corpo del Luogotenente Generale Walter Norris Congreve, venne aperta una breccia nella prima linea di difesa tedesca nell'area Montauban e del Bosco di Bernafay. Il Bosco di Trônes fu un obbiettivo più arduo da conquistare, infatti i britannici riuscirono a prenderlo ma lo persero poco dopo. Sebbene costantemente bombardati dall'artiglieria inglese, i tedeschi, il 13 luglio, resistevano ancora nel Bosco di Trônes e continuavano a mantenere il controllo di Longueval, a ovest del Bosco di Delville.
Le forze alleate sono adesso divise in due sezioni da un angolo retto tra Longueval e il Bosco di Delvile. Dunque il fronte alleato era volto sulla sinistra verso nord, mentre sulla destra verso sud. Questo significava che un'avanzata sul fronte ampio avrebbe portato le forze attaccanti a divergere al centro appena fossero avanzate. Al fine di "raddrizzare la linea", il Generale Sir Douglas Haig aveva deciso di sfruttare le avanzate che erano state fatte verso sud prendendo e conservando Longueval. Essendo in una posizione abbastanza elevata, ottima per il fuoco dell'artiglieria, Longueval poteva proteggere il fianco destro permettendo agli Alleati di avanzare verso nord e di allineare il loro fianco sinistro con gli uomini di Congreve sulla destra. Il generale Haig aveva promesso al presidente francese Raymond Poincaré miglioramenti significativi in occasione della Festa nazionale francese, con attacchi pianificati su tutta la linea della Somme per il 14 luglio.

## Inizio dello scontro

### Gli ordini

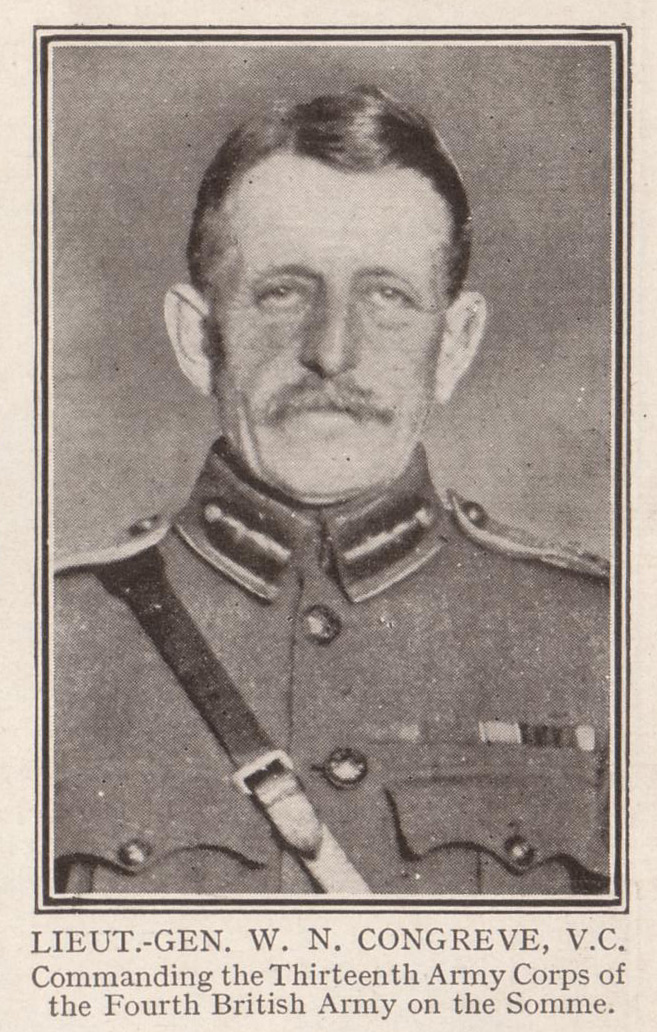
Il Tenente Generale Walter Norris Congreve

Nell'eseguire le intenzioni del Generale Haig, il Generale Rawlinson, comandante in capo della Quarta Armata, ordinò a Congreve di utilizzare il suo XIII corpo per conquistare Longueval, mentre al XV, sotto il comando del Tenente Generale Henry Horne, fu ordinato di assicurare a Congreve una sicura copertura sul fianco sinistro. Rawlinson consigliò di agire di notte e di far precedere l'avanzata da un breve ma inteso bombardamento. Il piano contava sull'effetto a sorpresa, che era sempre sfumato nelle precedenti azioni. Haig, però, si oppose fortemente al progetto, poiché prevedeva l'utilizzo dell'inesperta Armata Kitchener e doveva essere lanciato di notte. Alla fine ebbe la meglio l'idea di Rawlinson, però venne sprecato un intero giorno per il dibattito e, quando in precedenza l'attacco al bosco di Trônes era stato fissato prima dell'attacco di Longueval, l'azione venne postcipata di un giorno al 14 luglio, lo stesso giorno dell'attacco di Longueval e ciò determinò conseguenze disastrose.
Una valutazione del terreno mostra che per conquistare Longueval, Congreve avrebbe dovuto per prima cosa capire che Trônes Wood sarebbe stato un pericolo per il suo fianco destro se si fosse avvicinato a Longueval da sud. Questo avrebbe facilitato la presa di Longueval ma la cittadina non sarebbe stata tenuta più del bosco di Delville. Se lasciato in mani tedesche, il bosco di Delville avrebbe permesso senza ostacoli il bombardamento della cittadina e avrebbe fornito un'ideale copertura per riunire i rinforzi al fine di un contrattacco a Longueval.
Congreve affidò alla 9ª divisione scozzese l'attacco di Longueval, mentre alla 18ª, comandata dal maggior generale Ivor Maxse, la "pulizia" del bosco di Trônes. L'attacco presentò alcuni scontri formidabili: innanzitutto, Longueval era ben difesa con trincee, tunnel e veri e propri bunker, nonché protetta strenuamente da elementi dei 4 corpi "Magdebug" e della 3ª divisione di fanteria agli ordini del maggior generale von Lindquest. Le due divisioni attaccanti stavano avanzando in un saliente, coperte a nord-ovest dalla 72º reggimento "Thüringisches Infanterie", verso il corpo di Magdeburgo, mentre dentro e attorno a Delville si trovavano il 26º reggimento di fanteria "Fürst Leopold von Anhalt–Dessau", il 153º e il 107º. Le divisioni sarebbero avanzate in salita da Bernafay e il bosco di Trônes verso Longueval. Il terreno presentava una pendenza a forma di imbuto, ampio a sud e sempre più stretto andando verso Longueval. La linea tedesca sinistra di difesa non ha lasciato alcun altro accesso a Longueval. Era inoltre evidente che General Sixt von Armin, comandante dei corpi opposti a Congreve, sospettasse un attacco tra il 13 o il 14 luglio.
La divisione di comando, la 9ª scozzese, comandata dal maggior generale W.T. Furse, ordinò che l'attaccò di Longueval fosse tenuto dalla 26ª brigata, affiancata dall'8ª "Black Watch" e dalla 10ª "Argyll & Sutherland Highlanders". La 9ª "Seaforth Highlanders" avrebbe offerto supporto, mentre la 5ª "Cameron Highlanders" sarebbe servita da riserva. La 27ª brigata avrebbe seguito, rastrellando ogni elemento tedesco che avesse tentato un aggiramento e fornendo il necessario aiuto nell'intenso combattimento che ci sarebbe stato una volta che i battaglioni fossero entrati nell'avamposto fortificato. Una volta assicurata la cittadina, la 27ª brigata sarebbe passata oltre la 26ª per prendere il bosco di Delville. La 1ª brigata sudafricana doveva essere tenuta come riserva.

## Lo scontro

### L'avanzata a Longueval

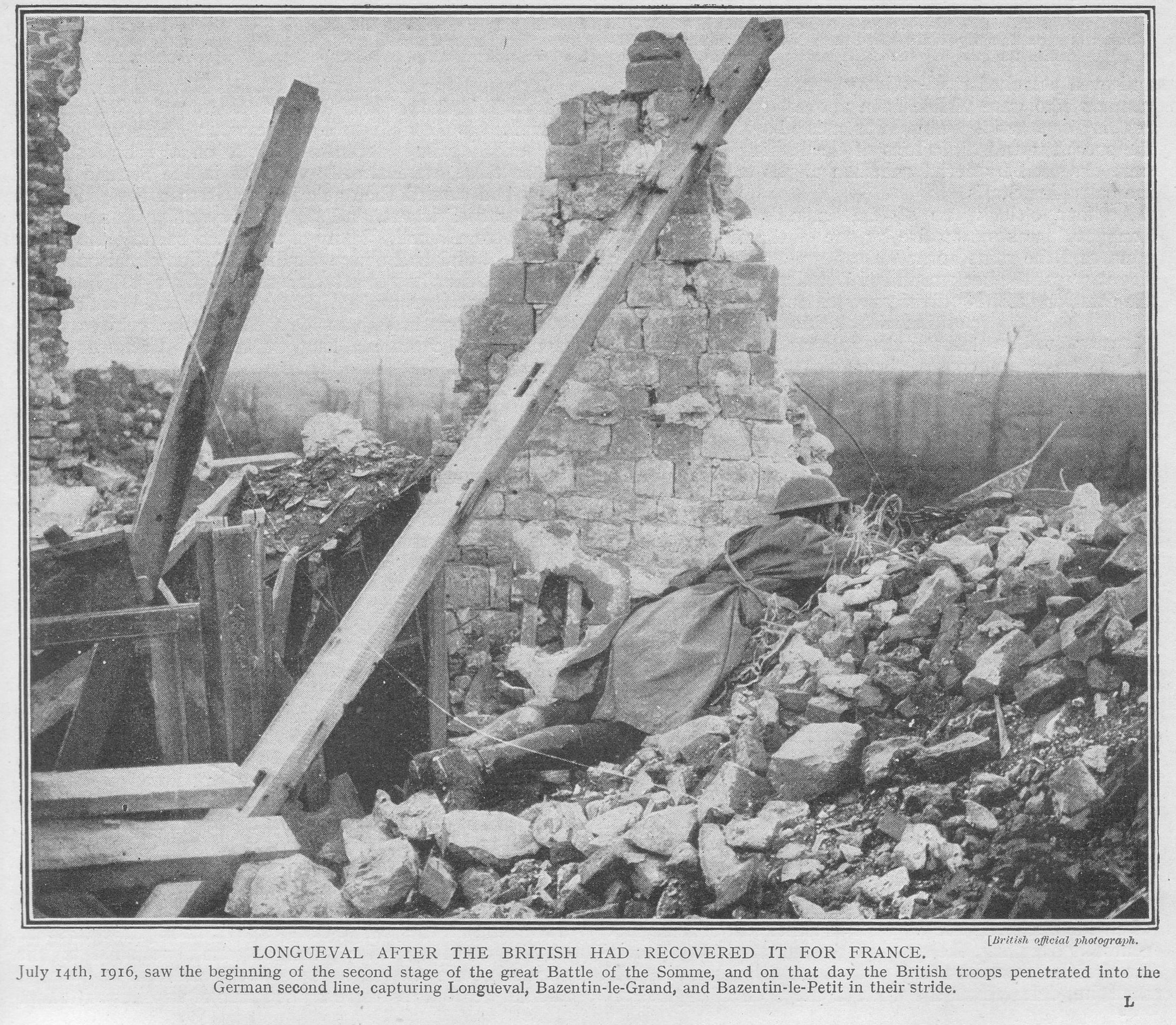
Battaglia per la conquista di Longueval

L'avanzata iniziò alle 3.25 del 14 luglio su un fronte di 6 km. Nelle prime fasi della battaglia non avvenne alcun bombardamento di lunga durata, ma solo una breve sequenza di appena cinque minuti, che ebbe in effetto una forte sorpresa. A questo punto penetrare la seconda linea tedesca con un colpo improvviso era semplice, la difficoltà consisteva nel consolidare ed estendere la breccia di fronte alle truppe nemiche. L'attacco a Longueval incontrò un successo iniziale vedendo la linea di difesa tedesca in poco tempo sopraffatta. Ma ben presto la resistenza reagì. A conoscenza dell'importanza della posizione, il generale Erich von Falkenhayn, disse: 
A metà mattina, di casa in casa il combattimento si era evoluto; il bombardamento si era rivelato inefficace e la resistenza tedesca ospitava tra i propri ranghi sempre più uomini, macchina d'artiglieria provenienti dal bosco. Nel pomeriggio, solo la zona occidentale e quella sud-occidentale della città erano in mano alleata e la 27ª brigata, che era destinata all'attacco del bosco di Delville, fu mandata in aiuto della 26ª. Apparve chiaro al maggior generale Furse che per assicurarsi Longueval avrebbe dovuto conquistare prima il bosco. A questo punto decise di non impiegare la 1ª brigata del Sudafrica. Alle 13.00 ordinò al brigadier generale Henry Lukin di avanzare con la sua truppa e conquistare il bosco.

### Il combattimento nel bosco

#### L'irruzione e la prima occupazione: 14 luglio
La brigata del Sudafrica doveva attaccare le forze tedesche sparpagliate nel bosco di Delville, a eccezione del 1º battaglione che era stato inviato per colmare una lacuna tra la 26ª e 27ª brigata a Longueval.

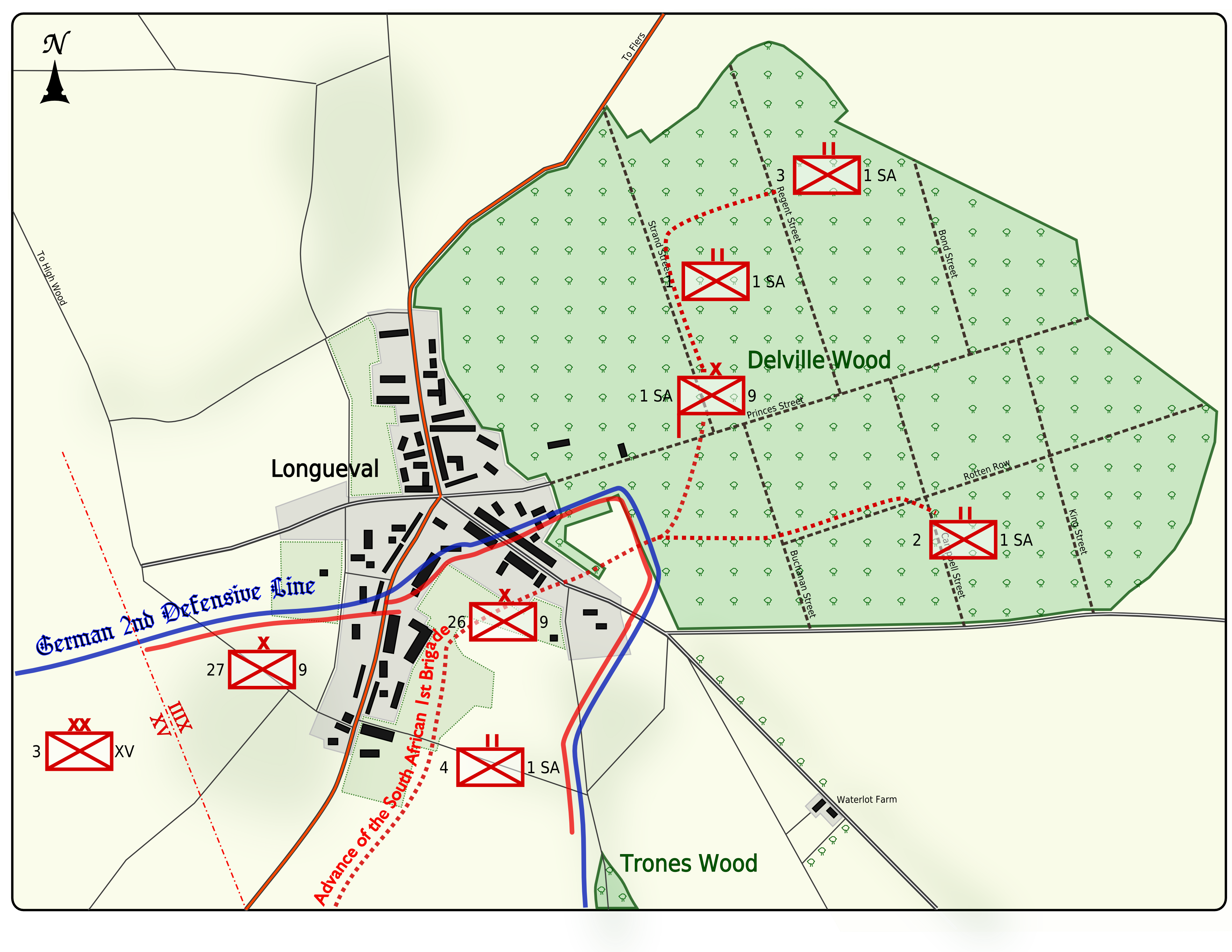
Mappa 1: Posizione delle truppe il 14 luglio 1916

L'attacco venne pianificato per le 17.00 ma l'orario venne posticipato alle 19.00 all'ultimo momento e ancora alle 5.00 del mattino seguente, a causa dei limitati progressi a Longueval. Venne ordinato a Lukin di "prendere il bosco in tutte le zone" e di avanzare anche nel caso in cui la 26ª e la 27ª brigata non fossero riuscite a occupare la zona nord del paese. Lukin ordinò al suo battaglione di comando di irrompere nel bosco dall'angolo sud-occidentale. Il 2º battaglione sarebbe stato in testa, il 3º di supporto e il 4º di riserva. I tre si mossero da Montauban prima dell'alba sotto il comando del tenente colonnello del 2º battaglione Tanner, che era stato designato come comandante dell'attacco. Durante l'avanzata, a Tanner venne ordinato di staccare due compagnie più lontane in aiuto della 26ª brigata ancora a Longueval. Le compagnie "B" e "C" del 4º battaglione vennero spediti a Longueval. Il 2º battaglione aveva raggiunto una trincea occupata dal 5º del reggimento "Cameron", Tanner incaricò loro di lasciare la trincea e di avanzare nel bosco alle 6.00 del 16 luglio.
Il primo attacco, attutato con successo dalla brigata sudafricana alle 7.00, aveva assicurato metà della zona meridionale del bosco, a sud di "Princes Street" (vedasi la Mappa 2) Poi Tanner schierò due compagnie più a nord per assicurarsi il perimetro della zona settentrionale del bosco. Più tardi durante la mattina, il 3º battaglione avanzò con successo verso la zona orientale e quella nord-orientale e verso le 14.00 Tanner riferì a Lukin di aver assicurato l'intero bosco, a eccezione di una forte postazione tedesca nord settentrionale contigua a Longueval. Tanner aveva sparso le truppe sull'intero perimetro, divise in numerosi gruppi, tutti affiancati da mitragliatrici. Anziché aver assicurato il bosco, la brigata era ora finita in trappola, occupando un saliente in contatto con la 26ª brigata solo grazie alla base sud occidentale a Longueval. Tutte le truppe erano equipaggiate di picche ma risultò impossibile scavare delle trincee a causa delle numerose radici e i resti di tronchi d'albero caduti in seguito ai bombardamenti del giorno precedente. In queste condizioni, e di fronte a 7 000 truppe tedesche, continuare l'occupazione sarebbe stato praticamente impossibile.

#### Contrattacco tedesco: 15 luglio 1916

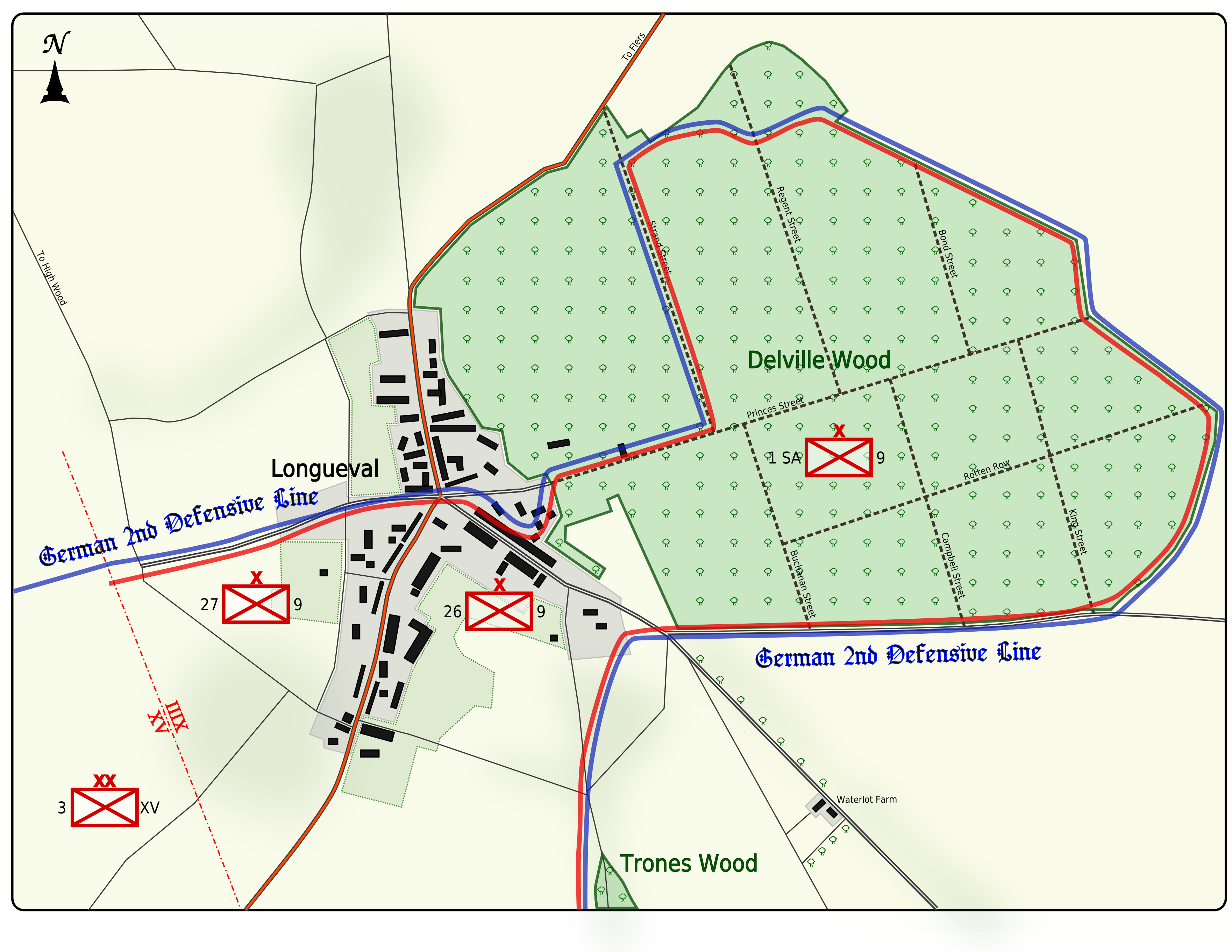
Mappa 2: Posizioni alle 14.40 il 15 luglio 1916

Alle 15.00 il 6º reggimento di fanteria di riserva appartenente alla 10ª divisione bavarese attaccò da est ma venne parzialmente respinta dalle mitragliatrici. Alle 16.40 Tanner riferì a Lukin che erano state avvistate delle forze tedesche a nord del bosco e chiamò dei rinforzi, poiché i soldati sudafricani avevano perso completamente una compagnia dal 2º battaglione. Tanner aveva già ricevuto una compagnia dal 4º battaglione scozzese da Longueval quando Lukin inviò una seconda compagnia per aiutare il 3º battaglione (Transvaal & Rhodesia). Inoltre, Lukin mandò dei messaggi a Tanner esortandolo a scavare trincee incuranti della stanchezza, poiché era atteso un attacco di artiglieria durante la notte o nella prima mattinata del giorno seguente. Appena si fece buio, gli attacchi di artiglieria aumentarono di intensità e dopo la notte "di fuoco" dalle quattro accuratamente a distanza le brigate Feldartillerie raggiunsero le 400 granate al minuto nella foresta.

#### Primo tentativo per liberare il bosco: 16 luglio
Durante il giorno precedente, la 14ª e 18ª divisione avevano "ripulito" il bosco di Trônes e stabilito una linea sino alla Farm Maltzhorn, riallacciandosi con la 9ª divisione scozzese, che teneva la metà meridionale di Longueval. Trentacinque minuti dopo la mezzanotte Lukin ricevette l'ordine che il giorno dopo la sua brigata avrebbe dovuto bloccare l'accesso nel settore a nord occidentale del bosco ai tedeschi con ogni mezzo, al fine di permettere alla 9ª divisione di completare l'operazione di conquista del settore settentrionale del paese.
Le istruzioni erano di ripulire il settore e poi di avanzare verso occidente sino a raggiungere la 27ª brigata. L'avanzata cominciò alle 10.00 di domenica 16 luglio e fallì completamente: l'opposizione tedesca fu semplicemente troppo forte per lo stremato reggimento sudafricano e, allo stesso modo, l'11° Royal Scots, che guidavano la 27ª brigata, vennero attaccati nel paese con una mitragliatrice presso da un frutteto nella zona settentrionale di Longueval. Fu durante quest'azione che il soldato semplice W.F. Faulds del 1º battaglione vinse la Victoria Cross (vedasi la mappa 3). In seguito a questa disfatta, le truppe rimanenti tornarono indietro alle loro trincee a metà strada nel bosco e furono sotto il fuoco d'artiglieria per il resto della giornata, senza riuscire a passare al contrattacco. Da adesso, la situazione era diventata disperata, a causa di un attacco fatto dalla Thüringisches Infanterie - reggimento N. 153—Longueval e il bosco di Delville aveva dimostrato di essere di gran lunga più difficile tenere per la 9ª divisione scozzese contro l'attacco di una divisione. Era un circolo vizioso: Longueval non poteva essere catturata senza il bosco di Delville e questo non poteva essere ripulito dalle forze tedesche senza il totale controllo del paese.

#### Secondo tentativo: 17 luglio
Una seconda azione iniziò prima dell'alba del 17 luglio. La sera precedente, la brigata Sudafrica si era ritirata alfine di permettere uno sbarramento preparatorio a sud di Princes Street e a est di Strand Street. Lo stesso venne applicato nella parte settentrionale di Longueval. Ancora una volta, i Royal Scots della 27ª brigata cominciò l'attacco a nord e il 2º battaglione Sudafrica supportato da due compagnie del 1º battaglione attaccò a ovest col tentativo di pulire il bosco. Ma di nuovo, la resistenza tedesca fu troppo difficile da battere e il fuoco delle mitragliatrici costrinse i sudafricani a indietreggiare alle posizioni primitive, causando un gran numero di feriti. Nel pomeriggio non era avvenuto alcun cambiamento della situation, a eccezione dell'aumento del fuoco dell'artiglieria tedesca. Quella sera Tanner venne ferito alla coscia e sostituiro dal tenente colonnello Thackeray (comandante del 3º battaglione) come comandante delle truppe nel bosco. La stessa sera, si ricevono notizie che la 9ª divisione stava per cedere sul fianco sinistro e la 3ª divisione stava per attaccare sotto il comando del generale maggiore Aylmer Haldane Longueval a ovest durante il corso della notte. 

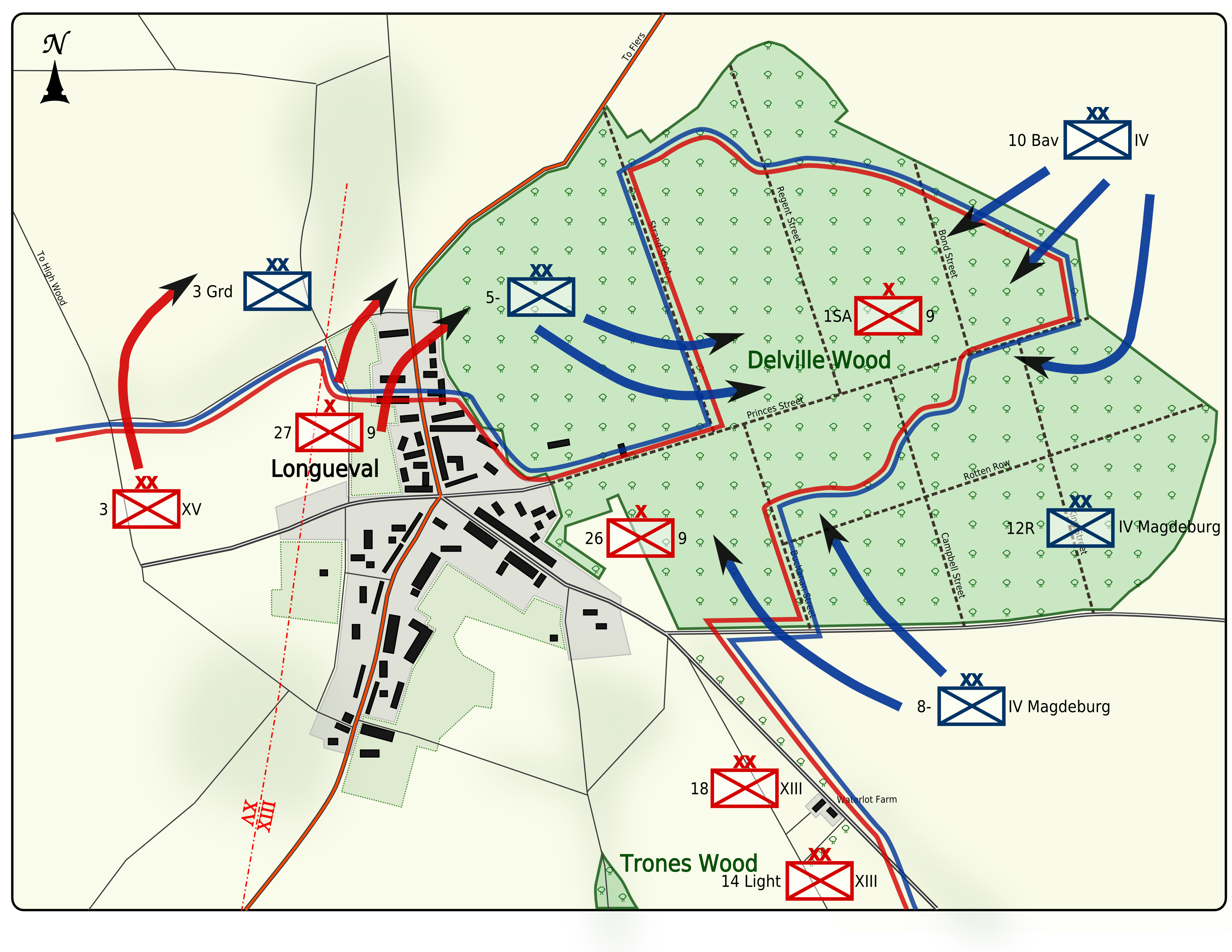
Mappa 4: Disposizione la sera del 17 luglio

Il fuoco dell'artiglieria continuò e a tarda sera, istruì tutti i soldati a dare supporto al settore nord-ovest per l'attacco di Longueval pianificato per le 3.45 di quella mattina. Comunque, durante la notte, sotto il fuoco delle 116 macchine d'artiglieria da campo e 70 cannoni di mezzo calibro, la divisione delle guardie tedesche avanzò sino a Buchanan Street and Princes Street, facendo avanzare i sudafricani sino alle loro trincee, infliggendo nuovamente un gran numero di feriti.
I tedeschi avevano individuato la disposizione dei reggimento nel bosco e aveva cominciato a rispondere con un furioso bombardamento senza precedenti - ogni parte della zona venne perquisita e ricoperta di mine. Durante questo sbarramento, le truppe tedesche cominciarono ad attaccare e a infiltrare uomini nell'ala sinistra della brigata Sudafrica dalle loro posizioni sicure nell'angolo nord-occidentale del bosco (vedasi la mappa 4). Per le 14.00, la posizione sudafricana cominciava a cedere a causa degli attacchi da nord e da est e il secondo tentativo di ripulire l'angolo nord-occidentale fallì. Alle 18.15 furono ricevute notizie che volevano la sostituzione della brigata sudafricana con la 26ª.
L'attacco della 3ª divisione a Longueval aveva avuto successo e riuscì a conquistare delle zone del settore settentrionale della città. Tuttavia, il generale von Armin aveva rinforzato le forze tedesche con il dislocamento del IV Magdeburg Corps presso la linea della strada di Buchanan a sud-est, costringendo Thackeray a rintanarsi nell'angolo sud occidentale del bosco per due giorni e due notti (Vedasi mappa 4).

#### Ulteriori attacchi tedeschi: 18 - 20 luglio
Il mattino del 18, la brigata del Sudafrica ricevette supporto dalla relativamente fresca brigata 76ª della 3ª divisione, che attaccò Longueval a attraversò la zona sudoccidentale per unirsi a una compagnia del 20º battaglione sudafricano. Ma questa situazione non durò a lungo in quanto la 76ª brigata fu costretta a indietreggiare a causa del fuoco nemico. A sud, i sudafricani ebbero successo nel recuperare dei territori che erano stati in precedenza perduti; ma non perché i loro attacchi ridussero il numero di uomini delnemico, ma perché i tedeschi avevano preferito ritirarsi spontaneamente per orchestrare nuovi contrattacchi in altre aree. Un bombardamento tedesco iniziò all'alba e avrebbe continuato per tutta la giornata, mentre l'8ª divisione faceva avanzare cecchini e granatieri nel bosco, seguiti da assalti di fanteria. Parimenti, queste azioni vennero ripetuti simultaneamente a nord, nord-est e nord-ovest.

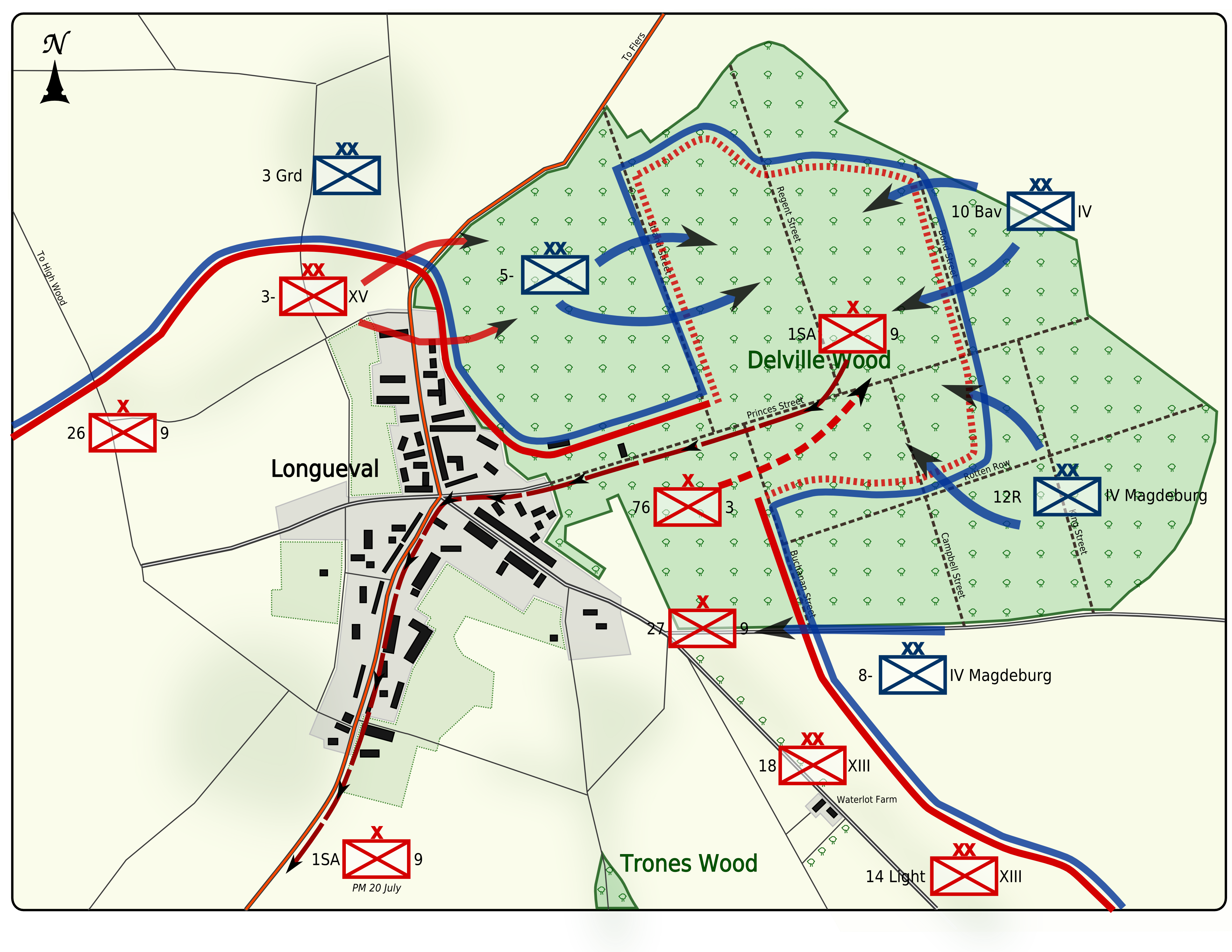
Mappa 5: Situazione tra il 18 e il 20 luglio

Nel pomeriggio, il perimetro settentrionale era stato spinto più a sud dagli attacchi francesi. Il combattimento corpo a corpo era cominciato in tutto il bosco e i sudafricani non avrebbero potuto più a lungo sostenere lo scontro. Sempre nel pomeriggio, le fresche truppe del 18º reggimento brandeburghese si unì al combattimento. Un ufficiale tedesco riguardo a questa situazione commentò:
Il 19, i pochi sudafricani rimasti erano soggetto del fuoco d'artiglieria e degli spari dei cecchini, che avevano il tiro particolarmente facile, per la vicinanza. La brigata sudafricana si trovava nel bosco da cinque giorni. Nella prima mattina il 153º reggimento di fanteria di riserva e due compagnie del 52º reggimento di fanteria entrarono nel bosco da nord e si spinsero ad attaccare i rimanenti uomini del 3º battaglione sudafricano alle spalle, catturando sei ufficiale e 185 soldati del battaglione Transvaal. Gli altri furono uccisi. Più tardi, a mezzogiorno, nel tentativo di rinforzare le vaccilanti truppe dei sudafricani, elementi di altre truppe (Black Watch, Seaforth e Cameron Highlander) che tentarono di entrare nel bosco, per portare soccorso a Longueval, ma vennero bloccati dal fuoco d'artiglieria tedesco. La brigata era a corto d'acqua, senza cibo e impossibilitata a far evacuare i feriti. Molti gruppi, isolati e senza munizioni, non poterono fare altro se non arrendersi.

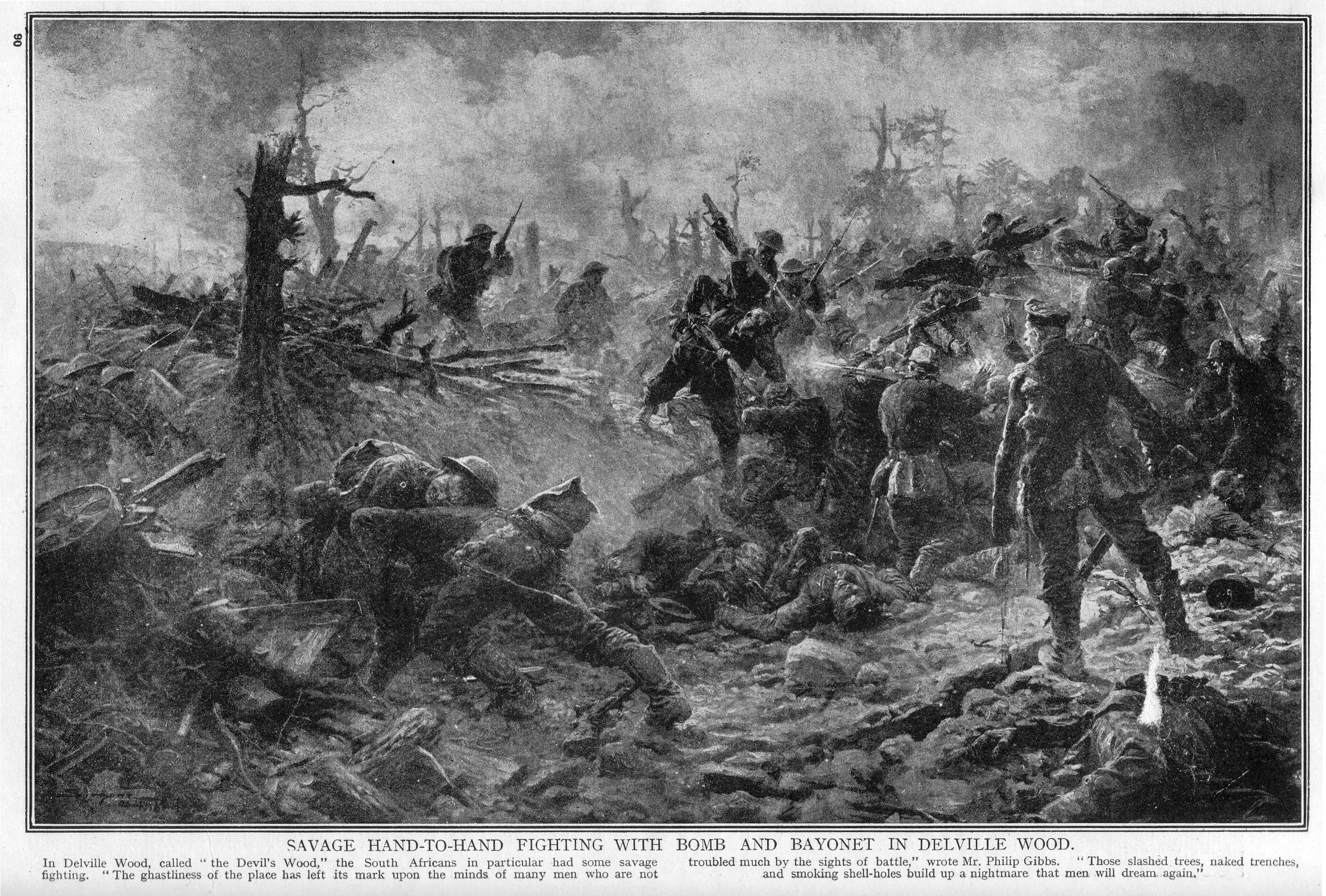
Combattimento nel bosco di Delville

Nel pomeriggio del 19, la 53ª brigata inglese si spinse in avanti, attraverso il centro del saliente per tentare di raggiungere il quartier generale di Thackeray. Riuscirono in tal modo a rinforzare il centro del saliente, ma non poterono fare nulla per dare qualsiasi supporto utile agli elementi della brigata sudafricana più avanti. Questa situazione ebbe come momento di massima criticità la notte tra il 19 e il 20 luglio.

### Soccorsi
Il 20 luglio, la 76ª brigata della 3ª divisione si spinse in avanti per portare soccorso alla 1ª brigata. I fucilieri reali del Galles combatterono per tentare lo sfondamento al fine di collegare i sudafricani. In questa azione, due fucilieri (il caporale Joseph Davies e il soldato semplice Albert Hill) vennero premiati con la Victoria Cross. Alle 13.00 Thackeray inviò a Lukin un messaggio dicendogli che i suoi uomini erano esausti e che non poteva respingere ulteriori attacchi, anche a causa dell'acqua. Gli elementi principali del reggimento di Suffolk e del 6° reale del Berkshire furono le prime truppe ad attuare lo sfondamento, allacciandosi ai rimanenti uomini della brigata Sudafrica ed entrando nel settore ancora in mano a quest'ultima.
Thackeray marciò con due ufficiali (che rimasero entrambi feriti) e tutto ciò che era rimasto della brigata sudafricana (circa 140 uomini). Trascorsero l'intera notte presso Talus Boise e il giorno dopo ripiegarono verso il settore meridionale di Longueval.

### La cattura definitiva
La 52ª e la 76ª brigata si imbatterono in cecchini e pesanti bombardamenti nel bosco sino al 26 luglio. Alle 7.00 del 27 luglio, i battaglioni 22° e 23° dei fucilieri reali (appartenenti alla 99ª brigata della 2ª divisione), il 1º reggimento reale del Berkshire e il 1º corpo reale dei fucilieri attaccarono il bosco e ripulirono una gran parte della zona meridionale del bosco. Durante questa azione, il sergente venne ucciso Albert Gill del corpo reale dei fucilieri, il cui coraggio gli valse la Victoria Cross postuma. La 2ª divisione tenne la zona sino al 4 agosto, quando venne sollevata dalla 17ª divisione che venne a sua volta sostituita dalla 14ª divisione leggera e dalla 61ª brigata della 20ª divisione leggera l'11 agosto.
il 27 agosto, i tedeschi entrarono nuovamente nel bosco dalla zona nord-orientali. Il fuoco dell'artiglieria dei tedeschi fu talmente potente e disastroso che rimase un solo albero in piedi. Quell'albero è ancora vivo tuttora. La pioggia riempì i crateri e il campo di battaglia si trasformò in una trappola mortale per i soldati. Il combattimento ricominciò molto pressante e il 30 agosto la 72ª e la 73ª brigata della 24ª divisione vennero inviate come rinforzi. Le ultime forze tedesche vennero cacciate dal bosco il 3 settembre.

### La seconda battaglia: 1918
Ad ogni modo, il bosco non rimase in tranquillità: gli Alleati lo tennero sino all'aprile 1918 quando venne nuovamente conquistato dalle forze tedesche che lo conservarono fino al 28 agosto dello stesso anno. In quel giorno, infatti, la 38ª divisione scozzese catturò il bosco per la seconda volta. La guerra, con il Trattato di Versailles, finì tre mesi dopo.

## Conseguenze

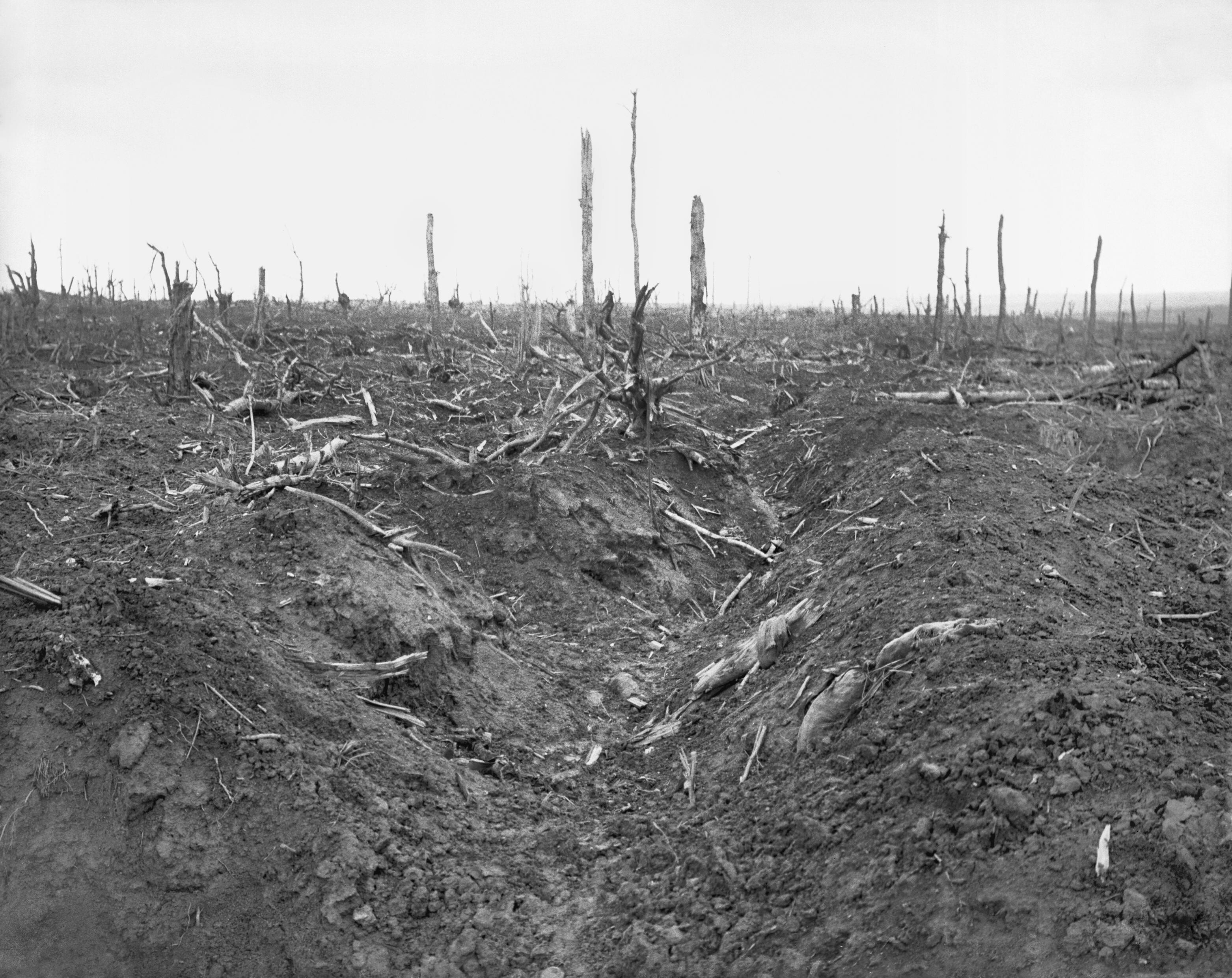
La desolazione del bosco di Delville in un'immagine del 1916.

### Esito
Gli Alleati hanno ottenuto una vittoria tattica e hanno reso sicuri sia Longueval che il bosco di Delville per il tempo previsto a permettere alla formazioni più a nord di avanzare e di conquistare il Bosco Alto e quello di Thiepval. Sul fronte meridionale, sono stati impiegati 23 000 uomini per questi sforzi, per guadagnare una piccola lingua di terreno facendo uno sfondamento di poche miglia di profondità. Entrambi gli alleati e i tedeschi soffrirono un immane numero di perdite, per lo più dovute ai numerosissimi attacchi frammentari portati avanti da entrambi gli schieramenti.

### Conseguenze tattiche
La battaglia per la cattura di Longueval e del bosco di Delville era iniziata con una carica della 2ª divisione di cavalleria indiana tra Longueval e il bosco alto. Ironia della sorte, due settimane dopo che il bosco di Delville venne ripulito, furono introdotti per la prima volta i carri armati nella battaglia della Somme.
La battaglia doveva essere uno degli ultimi esempi di combattimento statico sul fronte occidentale. Dopo questo, i carri armati rimpiazzarono la cavalleria e il fuoco di artiglieria si sostituì ai piccoli attacchi delle unità di fanteria.
Da questa azione a Longueval e nel bosco di Delville si possono ricavare una serie di insegnamenti di tipo tattico:
- L'avanzamento delle truppe di notte seguito dall'attacco al sorgere del sole sarà una tattica riutilizzata in numerose battaglie successive[41];
- In futuro, la linea difensiva sarebbe stata costruita sul perimetro esterno delle zone boschive, anziché all'interno. Infatti le radici degli alberi impedirono lo scavo di profonde e sicure trincee.[42];
- Divenne regola che le truppe, dopo un massimo di due giorni di intenso combattimento venissero fatte riposare[43].

#### Perdite
Sia le forze alleate che quelle tedesche soffrirono un immane numero di perdite, la 9ª divisione ha perduto 314 ufficiali e 7 203 altri soldati tra l'1 e il 21 di luglio. I dettagli delle perdite tedesche sono scarsi, soprattutto per quel che riguarda la divisione prussiana, che ebbe un ruolo fondamentale nello scontro, poiché venne perso l'archivio con i documenti a causa del bombardamenti strategici degli alleati durante la seconda guerra mondiale - in particolare durante l'incursione su Potsdam del 1945. Il 26º reggimento tedesco (l'equivalente di una brigata alleata), che era stato istituito il 13 luglio, aveva solo 10 ufficiali e altri 250 soldati dopo la battaglia.

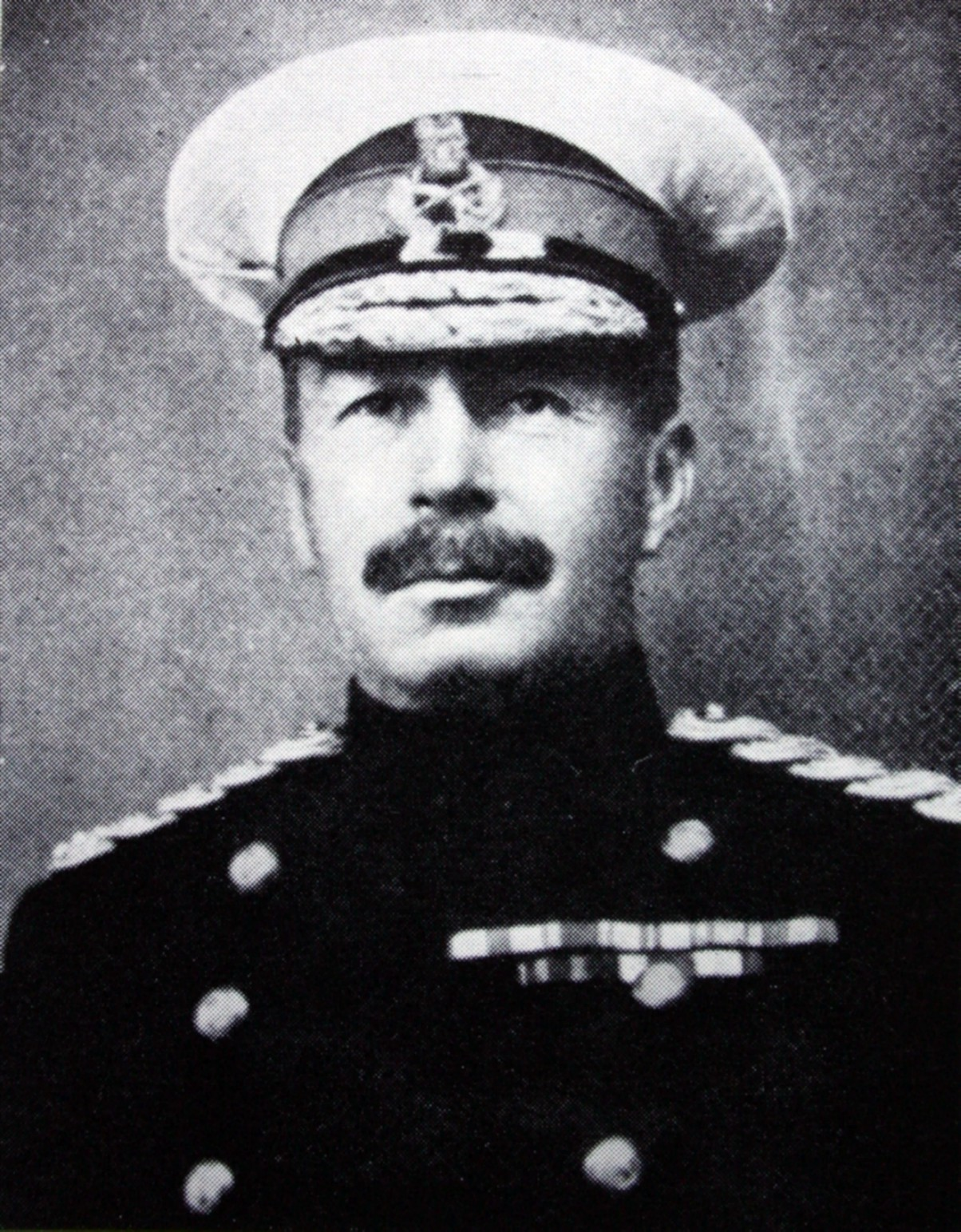
Henry Lukin, generale della 1ª brigata sudafricana

Spesso gli storici si sono frequentemente chiesti perché i militari sudafricani siano rimasti nel bosco a farsi abbattere dal fuoco dell'artiglieria. In realtà questa non era l'intenzione dei comandanti: il generale di brigata Lukin dopo la battaglia affermò:
(Generale di brigata Henry Lukin)
Le perdite della brigata sudafricana vennero spesso esagerate. Dopo aver preso in considerazione le perdite totali, bisogna tenere in conto una serie di fattori:
- Le vittime sostenute dalle truppe sudafricane nel bosco di Bernafay e di Maricourt prima del 14 luglio vengono spesso erroneamente sommate a quelle del bosco di Delville[49];
- Le vittime sofferte dal 1º e dal 4º battaglione a Longueval sono altrettanto erroneamente sommate al totale di quelle subite nel bosco di Delville[50];
- Dei tre ufficiali e dei 140 uomini che il 20 luglio lasciarono il bosco di Delville, meno della metà il 14 e il 15 riuscirono a entrare. In base a ciò che è stato detto dal colonnello Thackeray, nel bosco venne ricevuto un totale di 119 rinforzi[51].
- Il quartier generale della brigata e il personale non erano schierati nel bosco e allo stesso modo il personale totale brigata all'inizio della battaglia non era necessariamente nel bosco.
- Le truppe supplementari e lo staff per le mitragliatrici della brigata tornarono a Happy Valley per la rassegna delle truppe del 21 luglio.

La tabella seguente si basa su schede di archivio riguardanti le forze sudafricani in battaglia.
| 1ª brigata del Sudafrica: perdite sofferte durante la battaglia del Bosco di Delville |                                                          |                                                          |                                                          |        |         |        |        |         |        |              |              |              |                                        |                                        |                                        |                      |                      |                      |                                                 |                                                 |                                                 |
| Brigate/Unità                                                                         | Unità di forza all'inizio della battaglia 14 luglio 1916 | Unità di forza all'inizio della battaglia 14 luglio 1916 | Unità di forza all'inizio della battaglia 14 luglio 1916 | Uccisi | Uccisi  | Uccisi | Feriti | Feriti  | Feriti | Dispersi/POW | Dispersi/POW | Dispersi/POW | Morti per le ferite entro ottobre 1916 | Morti per le ferite entro ottobre 1916 | Morti per le ferite entro ottobre 1916 | Totale delle perdite | Totale delle perdite | Totale delle perdite | Unità effettive dopo la battaglia del 20 luglio | Unità effettive dopo la battaglia del 20 luglio | Unità effettive dopo la battaglia del 20 luglio |
|                                                                                       | Uff*                                                     | Soldati                                                  | Totale                                                   | Uff*   | Soldati | Totale | Uff*   | Soldati | Totale | Uff*         | Soldati      | Totale       | Uff*                                   | Soldati                                | Totale                                 | Uff*                 | Soldati              | Totale               | Uff*                                            | Soldati                                         | Totale                                          |
| 1º Battaglione                                                                        | 31                                                       | 748                                                      | 779                                                      | 7      | 108     | 115    | 17     | 346     | 363    | 2            | 73           | 75           | 1                                      | 29                                     | 30                                     | 27                   | 556                  | 583                  | 4                                               | 192                                             | 196                                             |
| 2º Battaglione                                                                        | 28                                                       | 669                                                      | 697                                                      | 11     | 95      | 106    | 12     | 373     | 385    | 0            | 92           | 92           | 3                                      | 25                                     | 28                                     | 26                   | 585                  | 611                  | 2                                               | 84                                              | 86                                              |
| 3º Battaglione                                                                        | 29                                                       | 847                                                      | 876                                                      | 8      | 120     | 128    | 15     | 403     | 418    | 6            | 225          | 231          | 0                                      | 30                                     | 30                                     | 29                   | 778                  | 807                  | 0                                               | 69                                              | 69                                              |
| 4º Battaglione                                                                        | 27                                                       | 672                                                      | 699                                                      | 4      | 104     | 108    | 15     | 293     | 308    | 1            | 84           | 85           | 0                                      | 32                                     | 32                                     | 20                   | 513                  | 533                  | 7                                               | 159                                             | 166                                             |
| Altri                                                                                 | 8                                                        | 96                                                       | 104                                                      | 0      | 0       | 0      | 2      | 0       | 2      | 0            | 0            | 0            | 0                                      | 0                                      | 0                                      | 2                    | 0                    | 2                    | 6                                               | 96                                              | 102                                             |
| Totale                                                                                | 123                                                      | 3,032                                                    | 3,155                                                    | 30     | 427     | 457    | 61     | 1,415   | 1,476  | 9            | 474          | 483          | 4                                      | 116                                    | 120                                    | 104                  | 2,432                | 2,536                | 19                                              | 600                                             | 619                                             |

Nota: * : Ufficiali

## Riconoscimenti al valor militare

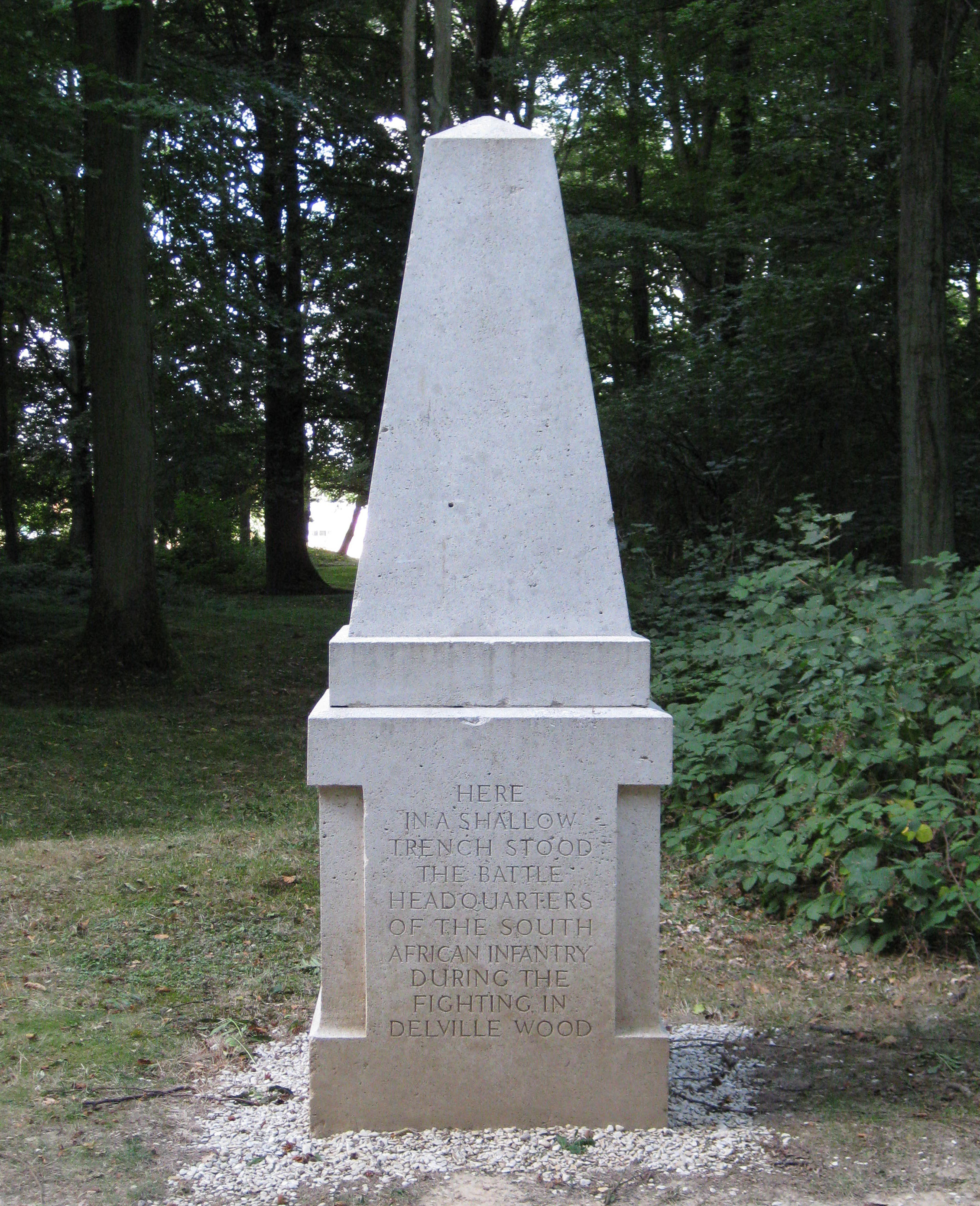
Memoriale indicante il luogo in cui si trovava durante la battaglia il quartier generale della brigata.

Durante la battaglia vennero assegnate 4 Victoria Cross per il valore mostrato sul campo:
- Soldato semplice William Frederick Faulds il 18 luglio: 1º Battaglione, 1ª brigata del Sudafrica, 9ª divisione scozzese[53].
- Caporale Joseph John Davies il 20 luglio: 10º battaglione dei Reali Fucilieri del Galles, 76ª brigata, 3ª divisione[54].
- Soldato semplice Albert Hill il 20 luglio: 10º battaglione dei Reali Fucilieri del Galles, 76ª brigata, 3ª bivisione[55].
- Sergente Albert Gill il 27 luglio: 1º battaglione del Reale Corpo dei Fucilieri del Re, 99ª Brigata, 2ª divisione[56].

La Germania, durante la prima guerra mondiale, assegnò circa 5 200 000 Iron Crosses del grado inferiore (Eisernes Kreuz 2. Klasse) e circa 288 000 del grado superiore (Eisernes Kreuz 1. Klasse). A causa dell'assenza di documenti non si possiede l'elenco dei premiati in questo scontro .

## Ordine di battaglia

### Forze britanniche
Nota: Sono riportati solo i battaglioni e le brigate che hanno realmente preso parte allo scontro. Per maggiori dettagli riguardanti l'intera organizzazione, vedasi Ordine di battaglia della Somme.

#### Occupazione del bosco di Trônes
| Regno Unito 14ª divisione 14 – 15 luglio 1916 |                                              | |
| Comandante:                                   |                                              | |
| Fanteria:                                     | 41ª brigata                                  | 7º battaglione, Corpo reale dei fucilieri (King's Royal Rifle Corps)                                                     |
| Fanteria:                                     | 41ª brigata                                  | 8º battaglione, Corpo reale dei fucilieri                                                                                |
| Fanteria:                                     | 41ª brigata                                  | 7º battaglione, brigata di fucilieri (Rifle Brigade)                                                                     |
| Fanteria:                                     | 41ª brigata                                  | 8º battaglione, brigata di fucilieri                                                                                     |
| Fanteria:                                     | 42ª brigata                                  | 5º battaglione, Fanteria Leggera dell'Oxfordshire e del Buckinghamshire (Oxfordshire and Buckinghamshire Light Infantry) |
| Fanteria:                                     | 42ª brigata                                  | 5º battaglione, Reale Fanteria Leggera dello Shropshire (King's Shropshire Light Infantry)                               |
| Fanteria:                                     | 42ª brigata                                  | 9º battaglione, Corpo reale dei fucilieri                                                                                |
| Fanteria:                                     | 42ª brigata                                  | 9º battaglione, brigata di fucilieri                                                                                     |
| Fanteria:                                     | 43ª brigata                                  | 6º battaglione, reggimento di Fanteria Leggera del Somerset (Somerset Light Infantry)                                    |
| Fanteria:                                     | 43ª brigata                                  | 6º battaglione, Fanteria Leggera del Duca di Cornovaglia (Duke of Cornwall's Light Infantry)                             |
| Fanteria:                                     | 43ª brigata                                  | 6º battaglione, Fanteria Leggera Reale dello Yorkshire (King's Own Yorkshire Light Infantry)                             |
| Fanteria:                                     | 43ª brigata                                  | 10º battaglione, reggimento di Fanteria Leggera di Durham (Durham Light Infantry)                                        |
| Tecnici e Supporto:                           | 11º battaglione, reggimento reale (Pioneers) | 11º battaglione, reggimento reale (Pioneers)                                                                             |

| 18ª divisione 14–15 luglio 1916        |                                                                     |                                                                                  |
| Commander: Maggior Generale Ivor Maxse |                                                                     |                                                                                  |
| Fanteria:                              | 53ª Brigata                                                         | 8º battaglione, reggimento del Norfolk (Norfolk Regiment)                        |
| Fanteria:                              | 53ª Brigata                                                         | 8º battaglione, reggimento del Suffolk (Suffolk Regiment)                        |
| Fanteria:                              | 53ª Brigata                                                         | 10º battaglione, reggimento dell'Essex (Essex Regiment)                          |
| Fanteria:                              | 53ª Brigata                                                         | 6º battaglione, reggimento reale del Berkshire (Royal Berkshire Regiment)        |
| Fanteria:                              | 54ª brigata                                                         | 11º battaglione, Fucilieri reali (Royal Fusiliers)                               |
| Fanteria:                              | 54ª brigata                                                         | 7º battaglione, reggimento del Bedfordshire (Bedfordshire Regiment)              |
| Fanteria:                              | 54ª brigata                                                         | 8º battaglione, reggimento del Northamptonshire (Northamptonshire Regiment)      |
| Fanteria:                              | 54ª brigata                                                         | 12º Battaglione, reggimento del Middlesex (Middlesex Regiment)                   |
| Fanteria:                              | 55ª brigata                                                         | 7º battaglione, reggimento della Regina (Queen's Regiment)                       |
| Fanteria:                              | 55ª brigata                                                         | 7º battaglione, Buffs (Royal East Kent Regiment)                                 |
| Fanteria:                              | 55ª brigata                                                         | 8º battaglione, reggimento del Surrey orientale (East Surrey Regiment)           |
| Fanteria:                              | 55ª brigata                                                         | 7º battaglione, reggimento Reale del Kent occidentale (Royal West Kent Regiment) |
| Tecnici e Supporto:                    | 8º battaglione, reggimento reale del Sussex (Royal Sussex Regiment) | 8º battaglione, reggimento reale del Sussex (Royal Sussex Regiment)              |

#### Conquista di Longueval
| 3ª divisione                                              |                                                                      |                                                                                           |
| Comandanti: Maggior Generali J.A. Haldane e C.J. Deverell |                                                                      |                                                                                           |
| Fanteria:                                                 | 8ª brigata                                                           | 2º battaglione, Royal Scots                                                               |
| Fanteria:                                                 | 8ª brigata                                                           | 8º battaglione, reggimento dello Yorkshire orientale (East Yorkshire Regiment)            |
| Fanteria:                                                 | 8ª brigata                                                           | 7º battaglione, reale fanteria leggera dello Shropshire(King's Shropshire Light Infantry) |
| Fanteria:                                                 | 8ª brigata                                                           | 1º battaglione, reali fucilieri scozzesi (Royal Scots Fusiliers)                          |
| Fanteria:                                                 | 9ª brigata                                                           | 1º battaglione, fucilieri del Northumberland (Northumberland Fusiliers)                   |
| Fanteria:                                                 | 9ª brigata                                                           | 4º battaglione, Royal Fusiliers                                                           |
| Fanteria:                                                 | 9ª brigata                                                           | 13º battaglione, reggimento reale di Liverpool (King's Regiment (Liverpool))              |
| Fanteria:                                                 | 9ª brigata                                                           | 12º battaglione, reggimento dello Yorkshire occidentale (West Yorkshire Regiment)         |
| Fanteria:                                                 | 76ª brigata                                                          | 8º battaglione, reggimento reale del Lancaster (Royal Lancaster Regiment)                 |
| Fanteria:                                                 | 76ª brigata                                                          | 2º battaglione, reggimento del Suffolk (Suffolk Regiment)                                 |
| Fanteria:                                                 | 76ª brigata                                                          | 10º battaglione, reggimento reale del Galles (Royal Welsh Regiment)                       |
| Fanteria:                                                 | 76ª brigata                                                          | 1º battaglione, Gordon Highlanders                                                        |
| Tecnici e Supporto:                                       | 20º battaglione, corpi reali di fucilieri (King's Royal Rifle Corps) | 20º battaglione, corpi reali di fucilieri (King's Royal Rifle Corps)                      |

| 9ª divisione scozzese                  |                                                                                       |                                                    |
| Commander: Maggior Generale W.T. Furse |                                                                                       |                                                    |
| Fanteria:                              | 26ª brigata                                                                           | 8º battaglione, Black Watch                        |
| Fanteria:                              | 26ª brigata                                                                           | 7º battaglione, Seaforth Highlanders               |
| Fanteria:                              | 26ª brigata                                                                           | 5º battaglione, Queen's Own Cameron Highlanders    |
| Fanteria:                              | 26ª brigata                                                                           | 10º battaglione, Argyll and Sutherland Highlanders |
| Fanteria:                              | 27ª brigata                                                                           | 11º battaglione, Royal Scots                       |
| Fanteria:                              | 27ª brigata                                                                           | 12º battaglione, Royal Scots                       |
| Fanteria:                              | 27ª brigata                                                                           | 6º battaglione, King's Own Scottish Borderers      |
| Fanteria:                              | 27ª brigata                                                                           | 9º battaglione, Cameronians (Scottish Rifles)      |
| Fanteria:                              | Brigata di fenteria del Sudafrica Maggior Generale Sir Henry Timson Lukin KCB CMG DSO | 1º battaglione Sudafrica (Cape)                    |
| Fanteria:                              | Brigata di fenteria del Sudafrica Maggior Generale Sir Henry Timson Lukin KCB CMG DSO | 4º battaglione Sudafrica (Scozzese)                |
| Tecnici e Supporto:                    | 9º battaglione, Seaforth Highlanders (Pioneers)                                       | 9º battaglione, Seaforth Highlanders (Pioneers)    |

#### Conquista del bosco di Delville
| 2ª divisione 27 luglio – 4 agosto 1916      |                                                                                           |                                                                                           |
| Comandante: Generale maggiore Charles Monro |                                                                                           |                                                                                           |
| Infantry:                                   | 99ª brigata                                                                               | 22º battaglione, Royal Fusiliers                                                          |
| Infantry:                                   | 99ª brigata                                                                               | 23º battaglione, Royal Fusiliers                                                          |
| Infantry:                                   | 99ª brigata                                                                               | 1º battaglione, reggimento reale del Berkshire (Royal Berkshire Regiment)                 |
| Infantry:                                   | 99ª brigata                                                                               | 1º battaglione, King's Royal Rifle Corps                                                  |
| Tecnici e supporto:                         | 10º battaglione, fanteria leggera duca di Cornovaglia (Duke of Cornwall's Light Infantry) | 10º battaglione, fanteria leggera duca di Cornovaglia (Duke of Cornwall's Light Infantry) |

| 3ª divisione 17 – 22 luglio 1916                                                 |                                                                       |                                                                       |
| Comandante: Generale Maggiore J. A. Haldane poi Generale Maggiore C. J. Deverell |                                                                       |                                                                       |
| Fanteria:                                                                        | 76ª brigata                                                           | 8º battaglione (The King's Own (Royal Lancaster Regiment))            |
| Fanteria:                                                                        | 76ª brigata                                                           | 2º battaglione, reggimento del Suffolk (Suffolk Regiment)             |
| Fanteria:                                                                        | 76ª brigata                                                           | 10º battaglione, reggimento reale del Galles (Royal Welsh Regiment)   |
| Fanteria:                                                                        | 76ª brigata                                                           | 1º battaglione (Gordon Highlanders)                                   |
| Tecnici e supporto:                                                              | 20º battaglione, corpo dei fucilieri reali (King's Royal Rifle Corps) | 20º battaglione, corpo dei fucilieri reali (King's Royal Rifle Corps) |

| 9ª divisione scozzese 14 – 22 luglio 1916 |                                                                      |                                                     |
| Comandante: Generale Maggiore W.T. Furse  |                                                                      |                                                     |
| Fanteria:                                 | 26ª brigata                                                          | 8º battaglione (Black Watch)                        |
| Fanteria:                                 | 26ª brigata                                                          | 7º battaglione (Seaforth Highlanders)               |
| Fanteria:                                 | 26ª brigata                                                          | 5º battaglione (Queens Own Cameron Highlanders)     |
| Fanteria:                                 | 26ª brigata                                                          | 10º battaglione (Argyll & Sutherland Highlanders)   |
| Fanteria:                                 | 27ª brigata                                                          | 11º battaglione (Royal Scots)                       |
| Fanteria:                                 | 27ª brigata                                                          | 12º battaglione (Royal Scots)                       |
| Fanteria:                                 | 27ª brigata                                                          | 6º battaglione (King's Own Scottish Borderers)      |
| Fanteria:                                 | 27ª brigata                                                          | 9º battaglione (Cameronians (Scottish Rifles))      |
| Fanteria:                                 | brigata di fanteria Major-General Sir Henry Timson Lukin KCB CMG DSO | 1º battaglione del Sudafrica (Cape)                 |
| Fanteria:                                 | brigata di fanteria Major-General Sir Henry Timson Lukin KCB CMG DSO | 2º battaglione del Sudafrica (Natal & OFS)          |
| Fanteria:                                 | brigata di fanteria Major-General Sir Henry Timson Lukin KCB CMG DSO | 3º battaglione del Sudafrica (Transvaal & Rhodesia) |
| Fanteria:                                 | brigata di fanteria Major-General Sir Henry Timson Lukin KCB CMG DSO | 4º battaglione del Sudafrica (scozzese)             |
| Tecnici e supporto:                       | 9º battaglione (Seaforth Highlanders)                                | 9º battaglione (Seaforth Highlanders)               |

| 17th 4 – 11 agosto 1916 |                                                     |                                                         |
| Comandante:             |                                                     |                                                         |
| Fanteria:               | 50ª brigata                                         | 10º battaglione, reggimento dello Yorkshire occidentale |
| Fanteria:               | 50ª brigata                                         | 7º battaglione, reggimento dello Yorkshire orientale    |
| Fanteria:               | 50ª brigata                                         | 7º battaglione, reggimento Green Howards                |
| Fanteria:               | 50ª brigata                                         | 6º battaglione, reggimento del Dorset                   |
| Fanteria:               | 51ª brigata                                         | 7º battaglione, reggimento reale del Lincolnshire       |
| Fanteria:               | 51ª brigata                                         | 7º battaglione, reggimento di frontiera                 |
| Fanteria:               | 51ª brigata                                         | 8º battaglione, South Staffordshire Regiment            |
| Fanteria:               | 51ª brigata                                         | 10º battaglione, reggimento Sherwood Foresters          |
| Fanteria:               | 52ª brigata                                         | 9º battaglione, fucilieri del Northumberland            |
| Fanteria:               | 52ª brigata                                         | 10º battaglione, fucilieri del Lancashire               |
| Fanteria:               | 52ª brigata                                         | 9º battaglione, reggimento del duca di Wellington       |
| Fanteria:               | 52ª brigata                                         | 12º battaglione, reggimento di Manchester               |
| Tecnici e supporto:     | 7º battaglione, reggimento del York e del Lancaster | 7º battaglione, reggimento del York e del Lancaster     |

| 20ª divisione (leggera) 11 agosto – 3 settembre 1916 |                                                            |                                                                        |
| Comandante:                                          |                                                            |                                                                        |
| Fanteria:                                            | 61ª brigata                                                | 7º battaglione, reggimento di fanteria leggera del Somerset            |
| Fanteria:                                            | 61ª brigata                                                | 7º battaglione, reggimento di fanteria leggera del duca di Cornovaglia |
| Fanteria:                                            | 61ª brigata                                                | 7º battaglione, fanteria leggera reale dello Yorkshire                 |
| Fanteria:                                            | 61ª brigata                                                | 12º battaglione, reggimento reale                                      |
| Tecnici e supporto:                                  | 11º battaglione, reggimento di fanteria leggera del Durham | 11º battaglione, reggimento di fanteria leggera del Durham             |

| 24ª divisione 30 agosto – 3 settembre 1916 |                                                       |                                                       |
| Comandante:                                |                                                       |                                                       |
| Fanteria:                                  | 72ª brigata                                           | 8º battaglione, reggimento della Regina               |
| Fanteria:                                  | 72ª brigata                                           | 9º battaglione, East Surrey Regiment                  |
| Fanteria:                                  | 72ª brigata                                           | 8º battaglione, Royal West Kent Regiment              |
| Fanteria:                                  | 72ª brigata                                           | 1º battaglione, North Staffordshire Regiment          |
| Fanteria:                                  | 73ª brigata                                           | 9º battaglione, reggimento reale del Sussex           |
| Fanteria:                                  | 73ª brigata                                           | 7º battaglione, reggimento del Northamptonshire       |
| Fanteria:                                  | 73ª brigata                                           | 13º battaglione, reggimento del Middlesex             |
| Fanteria:                                  | 73ª brigata                                           | 2º battaglione, reggimento del Leinster               |
| Tecnici e supporto:                        | 12º battaglione, reggimento dei forestali di Sherwood | 12º battaglione, reggimento dei forestali di Sherwood |

#### Occupazione del bosco di Delville
| 14ª divisione leggera |                                               |                                                                         |
| Comandante:           |                                               |                                                                         |
| Fanteria:             | 41ª brigata                                   | 7º battaglione, corpo reale dei fucilieri                               |
| Fanteria:             | 41ª brigata                                   | 8º battaglione, corpo reale dei fucilieri                               |
| Fanteria:             | 41ª brigata                                   | 7º battaglione, brigata di fucilieri                                    |
| Fanteria:             | 41ª brigata                                   | 8º battaglione, brigata di fucilieri                                    |
| Fanteria:             | 42ª brigata                                   | 5º battaglione, fanteria leggera dell'Oxfordshire e del Buckinghamshire |
| Fanteria:             | 42ª brigata                                   | 5º battaglione, fanteria leggera reale dello Shropshire                 |
| Fanteria:             | 42ª brigata                                   | 9º battaglione, corpo reale dei fucilieri                               |
| Fanteria:             | 42ª brigata                                   | 9º battaglione, brigata di fucilieri                                    |
| Fanteria:             | 43ª brigata                                   | 6º battaglione, reggimento di fanteria leggera del Somerset             |
| Fanteria:             | 43ª brigata                                   | 6º battaglione, fanteria leggera del Duca di Cornovaglia                |
| Fanteria:             | 43ª brigata                                   | 6º battaglione, fanteria leggera reale dello Yorkshire                  |
| Fanteria:             | 43ª brigata                                   | 10º battaglione, reggimento di fanteria leggera del Durham              |
| Tecnici e supporto:   | 11º battaglione, reggimento del Re (Pionieri) | 11º battaglione, reggimento del Re (Pionieri)                           |

#### Seconda conquista del bosco di Delville
| 38ª divisione del Galles |                                                                     |                                                                            |
| Comandante:              |                                                                     |                                                                            |
| Fanteria:                | 113ª brigata                                                        | 13º battaglione, (1° nord gallese), fucilieri reali del Galles             |
| Fanteria:                | 113ª brigata                                                        | 14º battaglione, fucilieri reali del Galles                                |
| Fanteria:                | 113ª brigata                                                        | 15º battaglione, (1° Londra Galles), fucilieri reali del Galles            |
| Fanteria:                | 113ª brigata                                                        | 16º battaglione, fucilieri reali del Galles                                |
| Fanteria:                | 114ª brigata                                                        | 10º battaglione (1° Rhondda), reggimento reale gallese                     |
| Fanteria:                | 114ª brigata                                                        | 13º battaglione (2nd Rhondda), reggimento reale gallese                    |
| Fanteria:                | 114ª brigata                                                        | 15º battaglione (Carmarthenshire), reggimento reale gallese                |
| Fanteria:                | 114ª brigata                                                        | 14º battaglione (Swansea), reggimento reale gallese                        |
| Fanteria:                | 115ª brigata                                                        | 17º battaglione (2° del Galles settentrionale), fucilieri reali del Galles |
| Fanteria:                | 115ª brigata                                                        | 10º battaglione, (1° Gwent)                                                |
| Fanteria:                | 115ª brigata                                                        | 11º battaglione (2° Gwent)                                                 |
| Fanteria:                | 115ª brigata                                                        | 16º battaglione (città di Cardiff), fucilieri reali del Galles             |
| Tecnici e supporto:      | 19º battaglione (pionieri di Glamorgan), fucilieri reali del Galles | 19º battaglione (pionieri di Glamorgan), fucilieri reali del Galles        |

### Forze tedesche
Ordine di battaglia delle forze armate dell'impero tedesco durante le occupazioni del bosco di Trônes, di Longueval e del bosco di Delville: 14 luglio – 3 settembre 1916.
| Germania 3. Garde-Division                          |                                      |                                                      |
| Comandante: generale maggiore Arthur von Lindequest |                                      |                                                      |
| Fenteria:                                           | Garde–Infanterie–Brigade Nr. 6       | Garde–Füsilier–Regiment                              |
| Fenteria:                                           | Garde–Infanterie–Brigade Nr. 6       | reggimento di fanteria Lehr                          |
| Fenteria:                                           | Garde–Infanterie–Brigade Nr. 6       | Colbergsches-Grenadier-Regiment Graf Gneisenau Nr. 9 |
| Cavalleria:                                         | Garde Reserve Ulanen Regiment        | Garde Reserve Ulanen Regiment                        |
| Artiglieria:                                        | Garde–Artillerie–Brigade Nr. 63      | Garde–Feldartillerie–Regiment Nr. 5                  |
| Artiglieria:                                        | Garde–Artillerie–Brigade Nr. 63      | II.Bataillon/Reserve–Fußartillerie–Regiment Nr. 6    |
| Tecnici e supporto:                                 | 1. Kompanie/Pionier–Bataillon Nr. 28 | Pionier–Kompanie Nr. 274                             |
| Tecnici e supporto:                                 | Garde–Minenwerfer–Kompanie Nr. 3     |                                                      |

| Germania 5ª divisione                     |                                                            |                                                                               |
| Comandante: luogotenente generale Wichura |                                                            |                                                                               |
| Infantry:                                 | Infanterie–Brigade (Brandenburgisches) Nr. 10              | Grenadier–Regiment Nr. 8                                                      |
| Infantry:                                 | Infanterie–Brigade (Brandenburgisches) Nr. 10              | Infanterie–Regiment von Alvensleben (6. Brandenburgisches) Nr. 52             |
| Infantry:                                 | Infanterie–Brigade (Brandenburgisches) Nr. 10              | Grenadier–Regiment Prinz Karl von Preußen (2. Brandenburgisches) Nr. 12       |
| Infantry:                                 | Infanterie–Brigade (Brandenburgisches) Nr. 10              | compagnia di mitragliatori da campo                                           |
| Cavalleria:                               | 1/2" Husaren–Regiment von Zieten (Brandenburgisches) Nr. 3 | 1/2" Husaren–Regiment von Zieten (Brandenburgisches) Nr. 3                    |
| Artiglieria:                              | 5.Feldartillerie–Brigade (Brandenburgisches)               | Feldartillerie–Regiment General–Feldzeugmeister (2. Brandenburgisches) Nr. 18 |
| Artiglieria:                              | 5.Feldartillerie–Brigade (Brandenburgisches)               | Neumärkisches Feldartillerie–Regiment Nr. 54                                  |
| Tecnici e supporto:                       | 1./Pionier–Bataillon von Rauch (1. Brandenb.) Nr. 3        | 3./Pionier–Bataillon von Rauch (1. Brandenburgisches) Nr. 3                   |
| Tecnici e supporto:                       | Minenwerfer–Kompanie (Brandenburg) Nr. 5                   |                                                                               |

| Germania 5ª divisione bavarese           |                                                     |                                                                                           |
| Comandante: luogotenente generale Endres |                                                     |                                                                                           |
| Fanteria:                                | 9. bayerische Infanterie–Brigade                    | Kgl. Bayerisches 14. Infanterie–Regiment Hartmann                                         |
| Fanteria:                                | 9. bayerische Infanterie–Brigade                    | Kgl. Bayerisches 21. Infanterie–Regiment Großherzog von Mecklenburg–Schwerin              |
| Fanteria:                                | 10. bayerische Infanterie–Brigade                   | Kgl. Bayerisches 7. Infanterie–Regiment Prinz Leopold ment                                |
| Fanteria:                                | 10. bayerische Infanterie–Brigade                   | Kgl. Bayerisches 19. Infanterie–Regiment König Viktor Emanuel III. von Italien            |
| Cavalleria:                              | Kgl. Bayerisches 2. Chevaulegers–Regiment (2 Sqn's) | Kgl. Bayerisches 2. Chevaulegers–Regiment (2 Sqn's)                                       |
| Artiglieria:                             | 5. bayerische Feldartillerie–Brigade                | Kgl. Bayerisches 6. Feldartillerie–Regiment Prinz Ferdinand von Bourbon, Herzog von Calab |
| Artiglieria:                             | 5. bayerische Feldartillerie–Brigade                | Kgl. Bayerisches 10. Feldartillerie–Regiment                                              |
| Artiglieria:                             | 5. bayerische Feldartillerie–Brigade                | Flugabwehrkanone–Abteilung (sezione Anti–aerea)                                           |
| tecnici e supporto:                      | Minenwerfer–Kompanie (Bayerisches) Nr. 5            | 1 & 4.Kompanie/Kgl. Bayerisches 3. Pionier–Bataillon                                      |
| tecnici e supporto:                      | 5° tecnici bavaresi                                 |                                                                                           |
| tecnici e supporto:                      | 84º battaglione                                     | 1º squadrone bavarese                                                                     |

| Germania 7ª divisione di fanteria                 |                                                    |                                                                                  |
| Comandante: luogotenente generale Johannes Riedel |                                                    |                                                                                  |
| Fanteria:                                         | 13. Infanterie–Brigade                             | Infanterie–Regiment Fürst Leopold von Anhalt–Dessau (1. Magdeburgisches) Nr.26   |
| Cavalleria:                                       | 2.Eskadron/Magdeburgisches Husaren–Regiment Nr. 10 | 2.Eskadron/Magdeburgisches Husaren–Regiment Nr. 10                               |
| Artiglieria:                                      | Artillerie–Kommandeur 7                            | Feldartillerie–Regiment Prinz–Regent Luitpold von Bayern (Magdeburgisches) Nr. 4 |
| Artiglieria:                                      | Artillerie–Kommandeur 7                            | Altmärkisches Feldartillerie–Regiment Nr. 40                                     |
| Tecnici e supporto:                               | 1./Magdeburgisches Pionier–Bataillon Nr. 4.        | 7 Pont tecnici                                                                   |

| Germania 8ª divisione di fanteria                                       |                                               |                                               |
| Comandante: generale di fanteria Ernst II. Herzog von Sachsen–Altenburg |                                               |                                               |
| Fanteria:                                                               | 15. Infanterie–Brigade                        | Altenburger Regiment 8.                       |
| Fanteria:                                                               | 15. Infanterie–Brigade                        | Thüringisches Infanterie–Regiment Nr. 93      |
| Fanteria:                                                               | 16. Infanterie–Brigade                        | Thüringische Infanterie–Regiment Nr.72        |
| Fanteria:                                                               | 16. Infanterie–Brigade                        | Thüringisches Infanterie–Regiment Nr. 153     |
| Cavalleria:                                                             | "1/2" Magdeburgisches Husaren–Regiment Nr. 10 | "1/2" Magdeburgisches Husaren–Regiment Nr. 10 |
| Artiglieria:                                                            | 8. Feldartillerie–Brigade                     | Torgauer Feldartillerie–Regiment Nr.74        |
| Artiglieria:                                                            | 8. Feldartillerie–Brigade                     | Mansfelder Feldartillerie–Regiment Nr.75      |
| Tecnici e supporto:                                                     | Minenwerfer–Kompanie Nr. 8                    | 2./Magdeburgisches Pionier–Bataillon Nr. 4    |
| Tecnici e supporto:                                                     | 3./Magdeburgisches Pionier–Bataillon Nr. 4    |                                               |

| Germania 10ª divisione di fanteria bavarese |                                           |                                                                                |
| Comandante: generale maggiore Brukhardt     |                                           |                                                                                |
| Fanteria:                                   | 20. bayerische Infanterie–Brigade         | Königlich Bayerische 16. Infanterie–Regiment Grossherzog Ferdinand von Toskana |
| Fanteria:                                   | 20. bayerische Infanterie–Brigade         | Bayerische 6. Reserve–Infanterie–Regiment                                      |
| Fanteria:                                   | 20. bayerische Infanterie–Brigade         | Bayerische 8. Reserve–Infanterie–Regiment                                      |
| Cavalleria:                                 | Bayerische 5. Kavallerie–Regiment         | Bayerische 5. Kavallerie–Regiment                                              |
| Artiglieria:                                | 10. bayerische Feldartillerie–Brigade     | Bayerisches 19. Feldartillerie–Regiment                                        |
| Artiglieria:                                | 10. bayerische Feldartillerie–Brigade     | Bayerisches 20. Feldartillerie–Regiment                                        |
| Tecnici e supporto:                         | Minenwerfer–Kompanie (Bayerisches) Nr. 10 | 20 Kompanie Nr. 4 (Bayerisches) Pionier–Bataillon                              |
| Tecnici e supporto:                         | 10º Pont. Tecnici                         |                                                                                |

| Germania 12ª divisione                   |                                            |                                                                                           |
| Comandante: generale maggiore von Kehler |                                            |                                                                                           |
| Fanteria:                                | 22. Reserve–Infanterie–Brigade             | Remains of the Infanterie–Regiment von Winterfeldt (2. Oberschlesisches) Nr.23            |
| Fanteria:                                | 22. Reserve–Infanterie–Brigade             | Fusilier–Regiment Feldmarschall Graf Moltke (1.Schlesisches) Nr.38 (Ehrenstein–Riebel Bn) |
| Cavalleria:                              | Reserve–Ulanen–Regiment Nr. 4              | Reserve–Ulanen–Regiment Nr. 4                                                             |
| Artiglieria:                             | Reserve–Feldartillerie–Regiment Nr. 12     | 7. & 32. Flugabwehrkanone–Abteilung (Sezioni anti-aeree)                                  |
| Tecnici e supporto:                      | Reserve Minenwerfer–Kompanie Nr. 212       | 1.Reserve–Kompanie/Pionier–Bataillon Nr. 6                                                |
| Tecnici e supporto:                      | 2.Reserve–Kompanie/Pionier–Bataillon Nr. 6 |                                                                                           |
| Tecnici e supporto:                      | 8. bayerische Arbeit–Bataillon             |                                                                                           |

| Germania 17ª divisione                   |                                                   |                                                      |
| Comandante: maggiore generale von Zieten |                                                   |                                                      |
| Fanteria:                                | 33ª brigata di riserva                            | Reserve Infanterie Regiment Nr.75                    |
| Fanteria:                                | 33ª brigata di riserva                            | Schleswig–Holsteinisches Infanterie Regiment Nr. 163 |
| Cavalleria:                              | Hussar Regiment Nr. 4 di riserva                  | Hussar Regiment Nr. 4 di riserva                     |
| Artillery:                               | 17º Feldartillerie–Regiment (10 Bty's) di riserva |                                                      |
| Tecnici e supporto:                      | 4 Field Co                                        | 2.Pion Bn Nr. 9                                      |
| Tecnici e supporto:                      | Pionier Kompanie Nr. 340                          | Minenwerfer–Kompanie Nr.217                          |
| Tecnici e supporto:                      | 17 Res Pont tecnici                               |                                                      |

| Germania 24ª divisione sassone                   |                                                          |                                                            |
| Comandante: maggiore generale Morgenstern–Doring |                                                          |                                                            |
| Fanteria:                                        | Königlich Sächsische Reserve Infanterie Regiment Nr. 104 | Königlich Sächsische Reserve Infanterie Regiment Nr. 107   |
| Fanteria:                                        | Königlich Sächsische Reserve Infanterie Regiment Nr. 104 | Königlich Sächsische Reserve Infanterie Regiment Nr. 133   |
| Cavalleria:                                      | Kgl. Sächs. Reserve-Ulanen-Regiment (3x Squadroni)       | Kgl. Sächs. Reserve-Ulanen-Regiment (3x Squadroni)         |
| Artiglieria:                                     | 24th Reserve Feldartillerie–Regiment (6 Bty's)           | 40º Feldartillerie–Regiment (6 Bty's) di riserva           |
| Tecnici e supporto:                              | 3 compagnie di riserva, 12. Pion Battaglioni             | Pionier Kompanie di riserva, Nr.4 Pionier Battalion Nr. 12 |
| Tecnici e supporto:                              | Minenwerfer–Kompanie Nr.224                              | 24 Res Pont tecnici                                        |
| Tecnici e supporto:                              | 24 Res Tele Detach                                       |                                                            |

| Germania 26ª divisione di fanteria                         |                                                                 |                                                                                       |
| Comandante: luogotenente generale Herzog Wilhelm von Urach |                                                                 |                                                                                       |
| Fanteria:                                                  | Grenadier–Regiment Königin Olga (1. Württembergisches) Nr.119   | Infanterie Regiment Kaiser Friedrich, König von Preußen (7. Württembergisches) Nr.125 |
| Fanteria:                                                  | Grenadier–Regiment Königin Olga (1. Württembergisches) Nr.119   | Infanterie Regiment Alt–Württemberg (3. Württembergisches) Nr.121                     |
| Cavalleria:                                                | Uhlan Regiment Nr.20 (3 x Squadrone)                            | Uhlan Regiment Nr.20 (3 x Squadrone)                                                  |
| Artiglieria:                                               | Feldartillerie–Regiment Nr.29                                   | Feldartillerie–Regiment Nr.65                                                         |
| Tecnici e supporto:                                        | Feldt–Pionier Kompanie Nr.1 and 5 Feldt–PionierBattalion Nr. 13 | Minenwerfer–Kompanie Nr.26                                                            |
| Tecnici e supporto:                                        | 26 Pont tecnici                                                 |                                                                                       |

| Germania 56ª divisione di fanteria         |                                                                           |                                                                      |                                      |
| Comandante: maggiore generale von Wichmann |                                                                           |                                                                      |                                      |
| Fanteria:                                  | Fusilier–Regiment Prinz Heinrich von Preußen (1. Brandenburgisches) Nr.35 | 2. Nassauisches Infanterie–Regiment Nr.88                            |                                      |
| Fanteria:                                  | Fusilier–Regiment Prinz Heinrich von Preußen (1. Brandenburgisches) Nr.35 | Infanterie Regiment Prinz Carl (4.Großherzoglich Hessisches) Nr. 118 |                                      |
| Cavalleria:                                | Fusilier–Regiment Prinz Heinrich von Preußen (1. Brandenburgisches) Nr.35 | Uhlan Regiment Nr.17 (1 x Squadrone)                                 | Uhlan Regiment Nr.17 (1 x Squadrone) |
| Artiglieria:                               | 56. Feldartillerie–Brigade                                                | Feldartillerie–Regiment Nr.111                                       |                                      |
| Artiglieria:                               | 56. Feldartillerie–Brigade                                                | Feldartillerie–Regiment Nr.112                                       |                                      |
| Tecnici e supporto:                        | Feldt–Pionier Kompanie Nr.111                                             | Feldt–Pionier Kompanie Nr.112                                        |                                      |
| Tecnici e supporto:                        | Feldt–Pionier Kompanie Nr.6 PionsierBattalion Nr. 26                      | Minenwerfer–Kompanie Nr.56                                           |                                      |